# ザ・おやじファイト
ザ・おやじファイト（THE OYAJI FIGHT）は、ボクシングのスパーリング大会である。30歳以上を対象とする。本項では姉妹イベントであるなでしこファイトについても記述する。

## 概要
30歳以上の男性で、「プロフェッショナル、アマチュアを問わず、ジム及び道場、スポーツクラブ等に所属し日頃からボクシングの練習を行っていて、2分3Rの試合に出場」であれば参加可能。上限は事務局が可能と認めるコンディションであれば特になし。
年齢ごとのカテゴリーを設定し、体重別階級ごとに競技(スパーリング)を行う。プロ同様のタイトルマッチ制度で王座を決定しており、チャンピオンベルトも授与されている。
THE OYAJI FIGHTとtheの後に母音のoが続くが公式名は『ザ・おやじファイト』である。(ジではない)

### なでしこファイト
ザ・おやじファイトの興行内で行われる女子ボクシングマッチ。18歳（当初は20歳）以上の女性を対象とする。
ザ・おやじファイトに1 - 3試合挿入する形で行われている（当初は2部構成だった）。
参加選手の中にはJABFと並行して参戦する者や、後にJBCボクサーライセンス取得に至る者もいる。

## 歴史
B:TIGHT事務局が主催に当たり、元ワタナベボクシングジムマネージャーの瀬端幸男（後のDANGAN AOKIジム会長）が大会プロデューサーに就任。JABFからは何らかの圧力を受けたものの、第1回大会が2006年11月5日に新宿FACEで開催された。この大会はNHK・日テレのニュースでも取り上げられた。このときの年齢は35歳以上（JABFによるアマチュア選手の年齢制限が35歳未満）であった。
2007年に王座も設定され、初代王座決定トーナメントが組まれた。この年には元世界チャンピオンの小林光二を始め、かつての名プロボクサーも参加しており、注目度も高まった。また、事務局がB:TIGHTから独立し、年齢制限も35歳から33歳（JBCプロテスト受験資格が32歳まで）に引き下げられた。
当初はJPBA加盟ジムの参加もあり、JBCオーナー・トレーナーなどのライセンス保持者の参戦もあったが(本来、JBCライセンス保持者が、JBCが主催する試合以外に参戦することは禁止である。)、2011年頃にJBCからの圧力が掛かり、JBCライセンス保持者の選手・セコンド等参戦禁止、スタッフからも撤退し、JPBA加盟ジムも参加禁止を余儀なくされた（JBCライセンスを保持していない個人がJPBA加盟ジムで練習を行い参加は可）。
2008年には初の地方大会も開催され、チャンピオンカーニバルも開催された。2009年4月26日の扇橋ホール（当時モンデール銀座ホール）大会では、女子プロボクシング本格始動に合わせるかのように「なでしこファイト」も開催。9月13日の第3回なでしこファイトではJBC女子より先にチャンピオンベルトが作られた
近年の大会は主に扇橋ホールで行われている。
一方で、ザ・おやじファイト専門のジムも登場している。
2014年8月3日、100回記念後楽園大会で全17試合が行われた。
地方では札幌・静岡・愛知・石川・大阪・兵庫・福岡・佐賀・長崎・熊本で開催している。
2009年6月17日には、写真家の熊谷美由希による写真集「おやじファイトルーザー・勝っても負けても明日からまた仕事」が発売され、小達敏昭や佐藤昇ほか多くの選手の試合の模様が、年齢の重みから生まれる「優しさと強さ」を見事に表現してフォトグラフされた。

## 年齢別カテゴリー
ザ・おやじファイト
- R30 30歳以上40歳未満
- R40 40歳以上50歳未満
- R50 50歳以上
- OFB プロボクシングA級・トップアマチュア・その他格闘技上級経験者
- RF 年齢カテゴリーでマッチメイク不可能な試合

なでしこファイト
- R20 18歳以上30歳未満
- R30 30歳以上40歳未満
- R40 40歳以上

## 体重別階級
ザ・おやじファイト
- フライ級 ～51.0kg
- バンタム級 51.1kg～54.0kg
- スーパーバンタム級 54.1kg～56.0kg
- フェザー級 56.1kg～58.0kg
- スーパーフェザー級 58.1kg～60.0kg
- ライト級 60.1kg～62.0kg
- スーパーライト級 62.1kg～64.0kg
- ウェルター級 64.1kg～67.0kg
- スーパーウェルター級 67.1kg～70.0kg
- ミドル級 70.1kg～73.0kg
- スーパーミドル級 73.1kg～77.0kg
- ライトヘビー級 77.1kg～82.0kg
- ヘビー級 82.1kg～

なでしこファイト
- アトム級 45kg
- ストロー級 48kg
- フライ級 52kg
- バンタム級 56kg
- フェザー級 60kg

## ルール
試合はオープンフェイスタイプのヘッドギアを着用。グローブは事務局が支給するもので、フライ級からミドル級までは14oz、ライトヘビー級以上は16ozを使用する。
内側が5m以上7m31cm以内のリングを使用し、2分3Rで行う。
審判はレフェリーとジャッジ3名。採点はプロ同様の10ポイント制でラウンド・マスト・システムを採用。王座決定戦においてドロー判定を付けたジャッジは優勢を判断して勝敗を決める。
スタンディングダウン・クリーンヒットダウンあり。ツーノックダウン制であるが、1試合にて3度のダウンでKOとなる。
選手の安全などを考慮の上で、イエローフラッグ（一時中断）・レッドフラッグ（中止）が投げ込まれる。

## スタッフ
運営
- 大会実行委員長：郷龍一
- コミッショナー：小林正博
- 関東地区事務局長：鮎川博之
- 関西地区事務局長：戎岡彰
- 九州地区事務局長：殿村真功
- 中部北陸地区事務局長：金子謹也

レフェリー・ジャッジ
- 朴善弘
- 朴大助
- 八島有美

リングドクター
- 清水敬樹
- 小山郁

タイムキーパー
- 松川武文

リングアナウンサー
- コンタキンテ

### 過去のスタッフ
レフェリー・ジャッジ
- 有澤幸司
- 中島吉謙

リングアナウンサー
- 本橋尚土
- 佐藤武
- 乃神亜衣子

## 参戦経験のある主な選手
JABF・JBCで実績を残した選手
- 小林光二
- カズ有沢
- 高橋ナオト
- 田端信之
- リック吉村
- 寺地永
- 佐竹政一
- 森田瞬
- 谷田光貴
- 大江至

なでしこファイト参戦後JBCライセンスを取得した選手
- 関敦子
- 高野人母美
- 青木沙耶香

## 関連イベント
- B-UPスパーリングマッチ
  - 17 - 35歳の男性を対象とする。
- ナイスミドル
  - 40歳以上の男性を対象とするキックボクシング大会。

## 参考出典
ベースボール・マガジン社「ボクシングマガジン」2008年12月号No.499P199ジムファイルNo.162、ビータイトスポーツジム紹介